# Maura Delpero
Maura Delpero (Bolzano, 3 ottobre 1975) è una regista e sceneggiatrice italiana. 
Nel 2024 ha ottenuto il plauso della critica con il film Vermiglio, vincitore di due premi alla 81ª Mostra internazionale d'arte cinematografica di Venezia, quattro David di Donatello e selezionato per rappresentare l'Italia ai Premi Oscar del 2025 nella sezione del miglior film internazionale.

## Biografia
Delpero, la cui famiglia paterna è originaria della Val di Sole, cresce a San Giacomo di Laives nella Bassa Atesina e frequenta le scuole nella bilingue Bolzano. Studia poi lettere all'Università di Bologna ed a quella di Parigi-Sorbona nonché drammaturgia a Buenos Aires. Dopo gli studi insegna italiano in alcune scuole superiori di Bologna.
Agli inizi degli anni duemila, dopo aver lavorato come assistente al suono in Bangladesh per il film Le ferie di Licu, firma la sua prima regia nel 2005 con il mediometraggio documentario Moglie e buoi dei paesi tuoi. Four tracks from Ossigeno, cortometraggio sullo spettacolo Ossigeno del Teatrino Clandestino, è finalista al Premio Riccione TTV 2008.
Il suo primo lungometraggio, il documentario Signori professori vince il premio UCCA - Venti Città e il premio Avanti! al ventiseiesimo Torino Film Festival. Nel 2010 la sceneggiatura del mediometraggio Nadea e Sveta riceve la menzione speciale al Premio Solinas. Il film vince il Premio Cipputi al trentesimo Torino Film Festival e viene nominato nella cinquina finalista dei David di Donatello 2013.
Hogar, Il suo progetto per un lungometraggio di finzione di coproduzione italo-argentina, è uno dei dieci selezionati per la Script Station della Berlinale 2015. Lo stesso vince la Menzione al Miglior Progetto e il premio ARTE al 64. Festival di San Sebastián. Il film è stato presentato con il titolo Maternal nella Competizione Internazionale del 72. Locarno Film Festival, dove ha vinto quattro premi. È stato selezionato in più di cento festival internazionali come BFI London, Busan, Moscow, Chicago, Festa del Cinema di Roma, Guadalajara, Mar del Plata, El Cairo e AFI Los Angeles, ricevendo più di trenta premi tra cui Miglior film, Miglior interpretazione, FIPRESCI e Premio del Pubblico. È stato acquistato da diversi Paesi tra cui USA, Germania, Argentina e Francia dove, alla sua uscita, è stato nominato dalla stampa “Miglior film della settimana”. In Italia è distribuito da Lucky Red.
Nel 2020 Kering e il Festival di Cannes assegnano alla regista il Women in Motion Young Talent Award. Nel 2024, all'81ª Mostra internazionale d'arte cinematografica di Venezia, ha vinto il Gran premio della giuria per il film Vermiglio di cui il 24 settembre dello stesso anno viene candidato per rappresentare l'Italia ai Premi Oscar del 2025 nella sezione del miglior film internazionale.

## Filmografia

### Regista

#### Film
- Maternal (2019)
- Vermiglio (2024)

#### Mediometraggi
- Moglie e buoi dei paesi tuoi (2005)
- Nadea e Sveta (2012)

#### Cortometraggio
- Four tracks from Ossigeno (2007)

#### Documentari
- Signori professori (2008)

### Assistente alla regia
- Le ferie di Licu di Vittorio Moroni (2006)
- In me non c'è che futuro di Michele Fasano (2008)
- Ensayo-Fragmentos de Sarah Kane di Marcos Pastor (2010)
- Todos mis muertos di Mad Crampi (2012)
- Pekin di Nicolás León Tannchen (2014)

### Segretaria di edizione
- Pies di Nicolás León Tannchen (2010)
- Puertas adentro di Nicolás León Tannchen (2012)

### Script doctor
- 7 Salamancas di Marcos Pastor (2013)
- Las brujas del Molino di Ana Laura Pace (2016)

### Produttrice
- Gli ultimi giorni dell'umanità, regia di Enrico Ghezzi e Alessandro Gagliardo (2022)

### Assistente di produzione
- 7 Salamancas di Marcos Pastor (2013)
- Calquín sueño y olvido di Marcos Pastor (2015)
- Pabellón IV di Nicolás León Tannchen (2015)

## Riconoscimenti
- Festival di Cannes
  - 2020 – Women in Motion Young Talent Award[15]

- Chicago International Film Festival
  - 2024 – Premio Gold Hugo – International Competition per Vermiglio[16]
- David di Donatello
  - 2013 – Candidatura a Miglior documentario per Nadea e Sveta
  - 2022 – Candidatura a Miglior regista esordiente per Maternal
  - 2025 – Miglior film per Vermiglio
  - 2025 – Miglior regia per Vermiglio
  - 2025 – Migliore sceneggiatura originale per Vermiglio
  - 2025 – Miglior produttore per Vermiglio
- European Film Awards
  - 2024 – Candidatura al miglior film per Vermiglio[17]
  - 2024 – Candidatura al miglior regista per Vermiglio

- Gotham Independent Film Awards
  - 2024 – Candidatura al miglior film internazionale per Vermiglio[18]
- Locarno Film Festival
  - 2019 – Menzioni speciali della giuria per Maternal[19]
  - 2019 – In concorso per il Pardo d'Oro per Maternal

- Mostra internazionale d'arte cinematografica di Venezia
  - 2024 – Leone d'argento - Gran premio della giuria per Vermiglio[20]
  - 2024 – Green Drop Award per Vermiglio[21]
  - 2024 – In concorso per il Leone d'oro per Vermiglio[21]

- Nastro d'argento
  - 2021 – Candidatura a miglior regista esordiente – Maternal[22]
- Torino Film Festival
  - 2012 – Premio Cipputi – Nadea e Sveta[23]
- Mantova Film Fest
  - 2021 – Miglior opera prima – Maternal